# William Jack
William Jack  ( 1795 - 1822 ) fue un médico, y botánico escocés.
Jack fue empleado de la Compañía Británica de las Indias Orientales como cirujano, acompañando a Stamford Raffles a Sumatra, donde se dedica al estudio de la botánica. Además contrae malaria.

## Algunas publicaciones
- Descriptions of Malayan Plants 1820–1822. Originalmente publicado en Malayan Miscellanies, y reimpreso en varias formas en fechas posteriores
- William Jack, comunicado por Robert Brown (1823) On the Malayan Species of Melastoma, Transactions of The Linnean Society of London 14(1): 1-22
- William Jack, comunicado por Aylmer Bourke Lambert (1823) On Cyrtandraceae, a new Natural Order of Plants, Trans. of The Linnean Society of London 14(1): 23-45
- William Jack, communicated by Henry Thomas Colebrooke (1823) Account of the Lansium and some other Genera of Malayan Plants, Trans. of The Linnean Society of London 14(1): 114-130

## Honores

### Eponimia
Géneros
- (Polygalaceae) Jakkia Blume 1825[1]
- (Rubiaceae) Jackia Wall. 1824
- (Sterculiaceae) Jackia Spreng. 1826

- La abreviatura «Jack» se emplea para indicar a William Jack como autoridad en la descripción y clasificación científica de los vegetales.[2]